# Артурс Зюзінс
Артурс Зюзінс (латис. Artūrs Zjuzins, нар. 18 червня 1991, Рига) — латвійський футболіст, нападник клубу «Газовик» (Оренбург).
Виступав, зокрема, за клуби «Жиліна» та «Балтика», а також національну збірну Латвії.

## Клубна кар'єра
У дорослому футболі дебютував 2007 року виступами за команду клубу «Вентспілс», в якій провів один сезон, взявши участь лише у 2 матчах чемпіонату. 
Згодом з 2009 по 2010 рік грав у складі команд клубів «Транзит» та «Вентспілс».
Своєю грою за останню команду привернув увагу представників тренерського штабу клубу «Жиліна», до складу якого приєднався 2010 року. Відіграв за команду з Жиліни наступний сезон своєї ігрової кар'єри.
У 2011 році уклав контракт з клубом «Балтика», у складі якого провів наступні чотири роки своєї кар'єри гравця. Більшість часу, проведеного у складі «Балтики», був основним гравцем атакувальної ланки команди.
До складу клубу «Газовик» (Оренбург) приєднався 2015 року. Відтоді встиг відіграти за оренбурзьку команду 7 матчів в національному чемпіонаті.

## Виступи за збірні
У 2009 році дебютував у складі юнацької збірної Латвії, взяв участь у 8 іграх на юнацькому рівні, відзначившись 3 забитими голами.
Протягом 2010–2012 років залучався до складу молодіжної збірної Латвії. На молодіжному рівні зіграв у 4 офіційних матчах.
У 2012 році дебютував в офіційних матчах у складі національної збірної Латвії. Наразі провів у формі головної команди країни 26 матчів, забивши 3 голи.

## Титули і досягнення
- Володар Кубка Латвії (2):

«РФШ»: 2019, 2021
- Чемпіон Латвії (2):

«РФШ»: 2021, 2023
| Дата       | Місто     | Господарі            | Результат             | Гості       | Турнір            | Голи | Примітки |
| ---------- | --------- | -------------------- | --------------------- | ----------- | ----------------- | ---- | -------- |
| 29-2-2012  | Анталья   | Казахстан            | 0 – 0                 | Латвія      | товариський матч  | -    |          |
| 1-62012    | Виру      | Латвія               | 5 – 0                 | Литва       | Балтійський кубок | -    |          |
| 3-6-2012   | Виру      | Фінляндія            | 1 – 1 д.ч. (5-6 п.п.) | Латвія      | Балтійський кубок | -    |          |
| 15-8-2012  | Подгориця | Чорногорія           | 2 – 0                 | Латвія      | товариський матч  | -    |          |
| 11-9-2012  | Зениця    | Боснія і Герцеговина | 4 – 1                 | Латвія      | Відбір до ЧС 2014 | -    | 80'      |
| 16-10-2012 | Рига      | Латвія               | 2 – 0                 | Ліхтенштейн | Відбір до ЧС 2014 | -    | 85'      |
| 6-2-2013   | Кобе      | Японія               | 3 – 0                 | Латвія      | товариський матч  | -    | 65'      |
| 14-8-2013  | Таллінн   | Естонія              | 1 – 1                 | Латвія      | товариський матч  | 1    | 81'      |
| 6-9-2013   | Рига      | Латвія               | 2 – 1                 | Литва       | Відбір до ЧС 2014 | 1    | 64'      |
| 10-9-2013  | Афіни     | Греція               | 1 – 0                 | Латвія      | Відбір до ЧС 2014 | -    | 68'      |
| 11-10-2013 | Вільнюс   | Литва                | 2 – 0                 | Латвія      | Відбір до ЧС 2014 | -    |          |
| 15-10-2013 | Рига      | Латвія               | 2 – 2                 | Словаччина  | Відбір до ЧС 2014 | -    | 53'      |
| 5-3-2014   | Скоп'є    | Північна Македонія   | 2 – 1                 | Латвія      | товариський матч  | -    |          |
| Усього     |           | Матчів               | 13                    |             | Голів             | 2    |          |